# Березівська сільська рада (Любарський район)
Бере́зівська сільська́ ра́да — колишня адміністративно-територіальна одиниця та орган місцевого самоврядування у Терешпільському, Дзержинському та Любарському районах Вінницької, Бердичівської округ, Вінницької, Житомирської областей УРСР та України з адміністративним центром у с. Березівка.

## Населені пункти
Сільській раді були підпорядковані населені пункти:
- с. Березівка
- с. Северинівка

## Населення
Відповідно до перепису населення СРСР, станом на 17 грудня 1926 року, чисельність населення ради становила 2 115 осіб, з них, за статтю: чоловіків — 1 036, жінок — 1 079; етнічний склад: українців — 1 935, росіян — 8, поляків — 154, чехів — 2, інші — 16. Кількість господарств — 470, з них, несільського типу — 3.
Відповідно до результатів перепису населення 1989 року, кількість населення ради, станом на 12 січня 1989 року, становила 1 060 осіб.
Станом на 5 грудня 2001 року, відповідно до перепису населення України, кількість мешканців сільської ради становила 1 000 осіб.

## Склад ради
Рада складалась з 16 депутатів та голови.

## Керівний склад сільської ради
| ПІБ                           | Основні відомості                                                               | Дата обрання | Дата звільнення |
| ----------------------------- | ------------------------------------------------------------------------------- | ------------ | --------------- |
| Стечак Андрій Іванович        | Сільський голова, 1948 року народження, освіта, безпартійний                    | 26.03.2006   | 24.06.2008      |
| Сковлюк Людмила Володимирівна | Сільський голова, 1962 року народження, освіта, позапартійна                    | 30.11.2008   | 31.10.2010      |
| Сковлюк Людмила Володимирівна | Сільський голова, 1962 року народження, освіта середня спеціальна, позапартійна | 31.10.2010   |                 |

Примітка: таблиця складена за даними джерела

## Історія
Утворена 1923 року в складі сіл Березівка та Северинівка Терешпільської волості Літинського повіту Подільської губернії.
Станом на 1 вересня 1946 року та 1 січня 1972 року сільська рада входила до складу Любарського Житомирської області, на обліку в раді перебували села Березівка та Северинівка.
Припинила існування 20 листопада 2017 року через об'єднання до складу Любарської селищної територіальної громади Любарського району Житомирської області.
Входила до складу Терешпільського (7.03.1923 р.), Любарського (17.06.1925 р.; 4.01.1965 р.) та Дзержинського (30.12.1962 р.) районів.